# 항파췬역
항파췬역 (杏花邨, Heng Fa Chuen)은 홍콩 지하철 공도선의 역이다. 홍콩섬 동부 차이완의 항파췬 주택단지 중심에 위치해 있다. 역 상징색은 붉은주황색이다.
공도선의 유이한 지상역 중 하나이며, 특히 선로도 지상에 위치한 역으로는 항파췬역이 유일하다. 또한 섬식 승강장 구조거나 복층 상대식 승강장 구조인 공도선의 다른 역과는 달리 상대식 승강장이 마주보는 구조인데 이는 성완역, 케네디타운역과 함께 몇 안되는 사례다. 또한 역 인근에는 공도선의 차량기지인 차이완 차량기지가 자리해 있으며 대피선이 따로 존재한다.
정관오선 개통 이전만 하더라도 항파췬역은 홍콩에서 가장 동쪽에 위치한 지하철역이었으며, 현재까지도 홍콩섬 내에서는 지하철을 타고 가장 동쪽까지 갈 수 있는 역이다. 다음 역이자 공도선의 시종착역인 차이완역은 노선 방향이 남서쪽 방면으로 틀어져 위치해 있기 때문이다.

## 역사
1985년 공도선이 개통하기 전까지 이 역의 명칭으로 다양한 가명이 제시되었는데, '박차이완'(北柴灣, North Chai Wan), '에이고너 / 아궁응암' (Agonar / (阿公岩, A Kung Ngam), '차이완키' (Chai Wan Quay, 柴灣碼頭), '박사완'(白沙灣, Pak Sha Wan)이 있었다. 다만 지하철 공사가 이뤄질 당시 역 바로 인근에 항파췬 주택단지 개발 1단계가 완료된 상황이었으므로, 항철공사 측에서 역명을 '항파췬'으로 정하게 되었다. 실제로 역 영업개시 이후 80년대 초에는 항파췬 주택단지 공사를 위해 출근하는 건설노동자들이 항파췬역을 많이 이용하였다.
항파췬역과 인근 차이완 차량기지는 새 간척지에 지어진 것으로, 일본의 아오키 건설과 도비시마 건설의 합작회사가 시공사를 맡으며 1982년 7월 착공하였다. 역사 건물은 현장타설말뚝 공법으로 다진 기반에 강화콘크리트로 지어졌다. 이후 1985년 5월 공도선 개통과 함께 영업에 들어갔다.
2011년 4월에는 반밀폐형 스크린도어가 설치되었다.

## 역 구조
1번과 2번 승강장 모두 지상에 위치해 있으며, 지상의 선로가 역 중앙을 관통해 지나간다.
한국에서 흔히 볼 수 있는 상대식 승강장 구조의 지하철역처럼, 나란히 달리는 양행 선로 사이로 벽기둥이 설치되어 분리된 구조다. 벽에는 광고판이 게시되어 있다.
| -        | 주택가                     | 항파췬                                |
| U1       | 대합실                     | 출구, 고객센터, 항파췬, 파라다이스 몰 |
| U1       | 대합실                     | MTR 샵, 자판기, ATM기                 |
| G 승강장 | 쇼핑몰                     | 파라다이스 몰                         |
| G 승강장 | 상대식 승강장, 왼쪽문 열림 |                                       |
| G 승강장 | 승강장 1                   | → 공도선 차이완 방면 (시종착역) →     |
| G 승강장 | 승강장 2                   | ← 공도선 케네디타운 방면 (사우게이완) |
| G 승강장 | 상대식 승강장, 왼쪽문 열림 |                                       |
| G 승강장 | 차량기지                   | 차이완역 차량기지                     |

## 역내 상점
- 서클 K 편의점
- 항셍은행 ATM기
- 중국은행 ATM기
- 맥심스 케이크

## 출구
- A1: 파라다이스 몰 (서부)
- A2: 파라다이스 몰 (동부) [3]

## 같이 보기
- 홍콩직업교육원 (차이완 캠퍼스)